# Amadeus I van Genève
Amadeus I van Genève (circa 1098 – 1178) was van 1128 tot aan zijn dood graaf van Genève.

## Levensloop
Amadeus I was de zoon van graaf Aymon I van Genève en diens echtgenote Ida, wier afkomst onbekend is. In 1128 volgde hij zijn vader op als graaf van Genève.
Tijdens zijn regering voegde hij de stad Annecy toe aan zijn domeinen, wat de macht van het graafschap Genève vergrootte. In 1162 kreeg hij van de abt van Haut-Crêt het gebruik over het land van Vaud toegekend, net als over de bossen die tot de abdij behoorden.
Ook zocht hij bescherming bij het huis Zähringen nadat hij zijn rechten over de bisdommen Sion, Lausanne en Genève had verloren. In 1156 had keizer Frederik I Barbarossa de rechten over deze bisdommen afgestaan aan hertog Berthold IV van Zähringen. Paus Alexander III stelde het bisdom Lausanne echter onmiddellijk onder zijn bescherming, waarbij hij alle aanspraken op het bisdom verdrong en de macht van Berthold IV van Zähringen inperkte. De lokale bisschoppen wensten echter hun autonomie te behouden tegenover alle partijen.
Amadeus I stierf in 1178.

## Huwelijken en nakomelingen
Rond 1131 huwde hij met Mathilde, dochter van heer Hugo I van Cuiseaux. Ze kregen een zoon:
- Willem I (1132-1195), graaf van Genève

In 1137 huwde hij met zijn tweede echtgenote Beatrix, dochter van heer Peter Aynar van Domène. Ze kregen volgende kinderen:
- Amadeus (1153-1210/1211), heer van Gex
- Beatrix, huwde met heer Ebald IV van Grandson
- Margaretha (1155-?), huwde met heer Hendrik I van Faucigny